# Kuttōnet / ketōnet

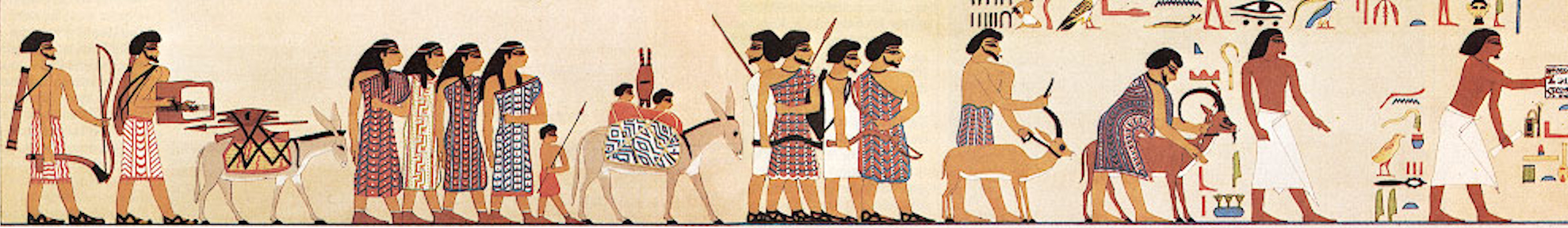
rys. 1 - grobowiec Beni-Hasana -Semici

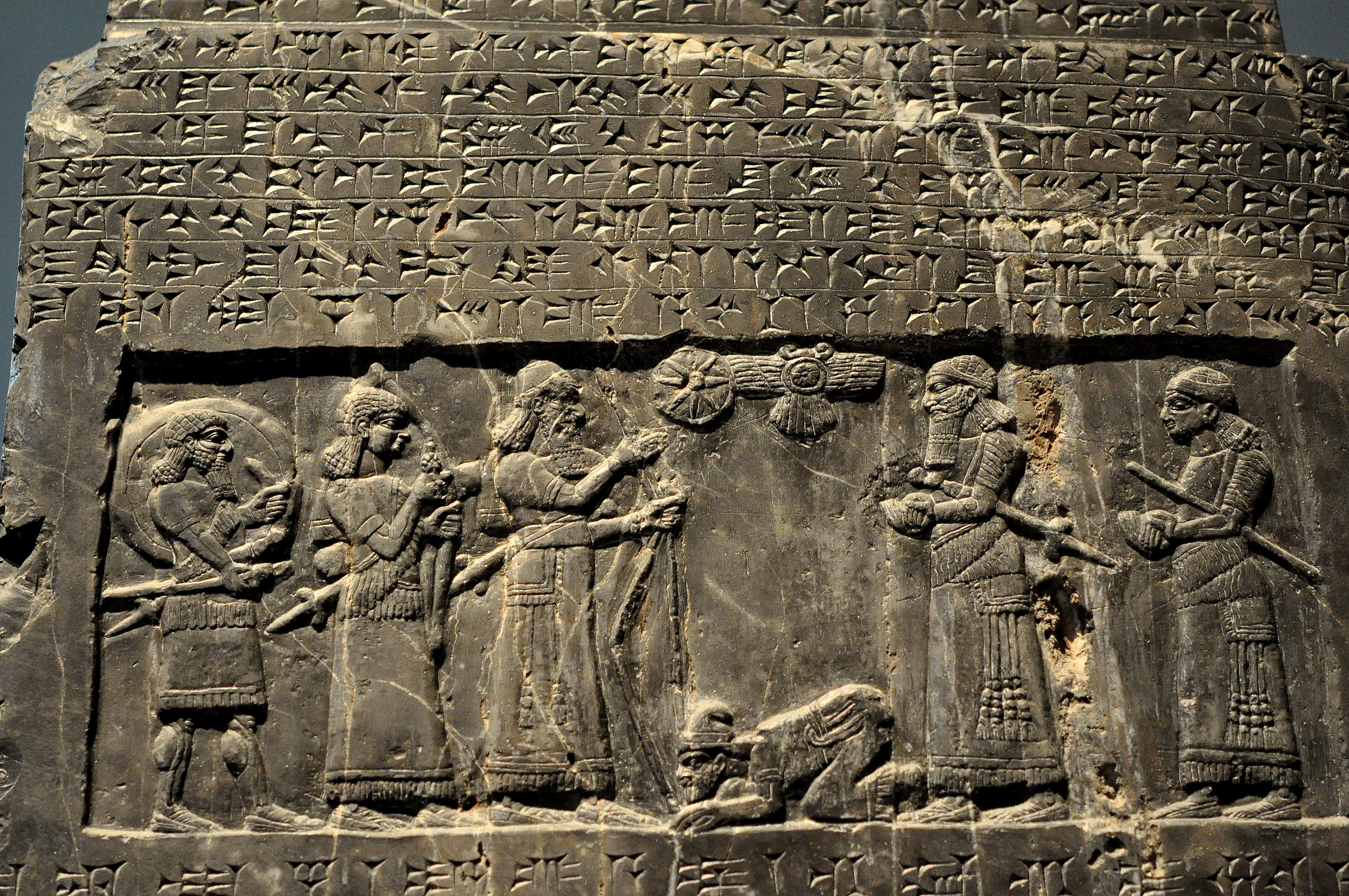
rys. 2 - Czarny Obelisk Salmanassara - król Jehu

kuttōnet / ketōnet (hebr. כּתֹנֶת ) - tunika, rodzaj fartucha, z długimi rękawami lub półrękawami; sięgała do kolana lub nawet do kostki (umożliwiając łatwe chodzenie). Kuttōnet był najważniejszym elementem ubioru. Była to ściśle przylegająca szata, przypominająca w formie i zastosowaniu dzisiejszą koszulę. Materiał, z którego była wykonana, to wełna (do użytku przez biednych), bawełna lub len. Była to codzienna, domowa i publiczna szata. Niektóre rodzaje kuttōnetów można było przewiesić przez jedno ramię; były białe lub w różnych kolorach. Noszone zarówno przez mężczyzn, jak i kobiety, kobiecy kuttōnet był prawdopodobnie dłuższy; w każdym razie kobieta nie mogła nosić męskich ubrań, ani mężczyzna nie mógł nosić kobiecych ubrań; Boski zakaz znajduje się w Pwt 22,5 podany dość wyraźnie, aby zapobiec homoseksualności lub innym niemoralnym praktykom. A zatem ubranie zwane kuttōnet może łączyć w sobie znaczenia cienkiego i delikatnego płótna lnianego lub materiału wełnianego. Kuttōnet jako poprzednik greckiego chitonu i rzymskiej tuniki pojawił się po raz pierwszy w epoce brązu III, ale już w epoce żelaza był dobrze znany na Wschodzie, również pomiędzy Semitami. Wykonany z płótna lnianego albo z wełny, niekiedy z delikatnego jedwabiu lub bawełny, był luźnym ubraniem noszonych pod spód, zszytym na bokach. Stosownie do szeregu barwnych przedstawień istniały różne rodzaje tunik. Sięgały one albo nieco poniżej kolan. W późniejszym okresie - pod wpływem mody kananejskiej - do kostek, były z krótkim lub długim rękawem czasami tkane w jednym kawałku (J 19,23). Część materiału przerzucano niekiedy przez jedno ramię, pozostawiając drugie odsłonięte. Tunikę nosili zarówno mężczyźni, jak i kobiety, na ogół bezpośrednio na gołym ciele (Pnp 5,3; 2Sm 13,18-19; 15,32). Na wierzch narzucano zazwyczaj długi «płaszcz» (Mt 5,40), gdyż osoba ubrana w samą tunikę była niekiedy postrzegana jako naga (por. 1 Sm 19,24; Iż 20,2.3; J21,7) Podczas pracy albo marszu tunikę podwiązywano starannie w biodrach przy pomocy szarfy lub też pasa (Wj 12,11; 2Krl 4,29; Mt 5,40). Pas zakładano głównie celem ścisłego trzymania fałd ubrania, w pasie i fałdach można też było ukryć miecz lub schować torbę. 

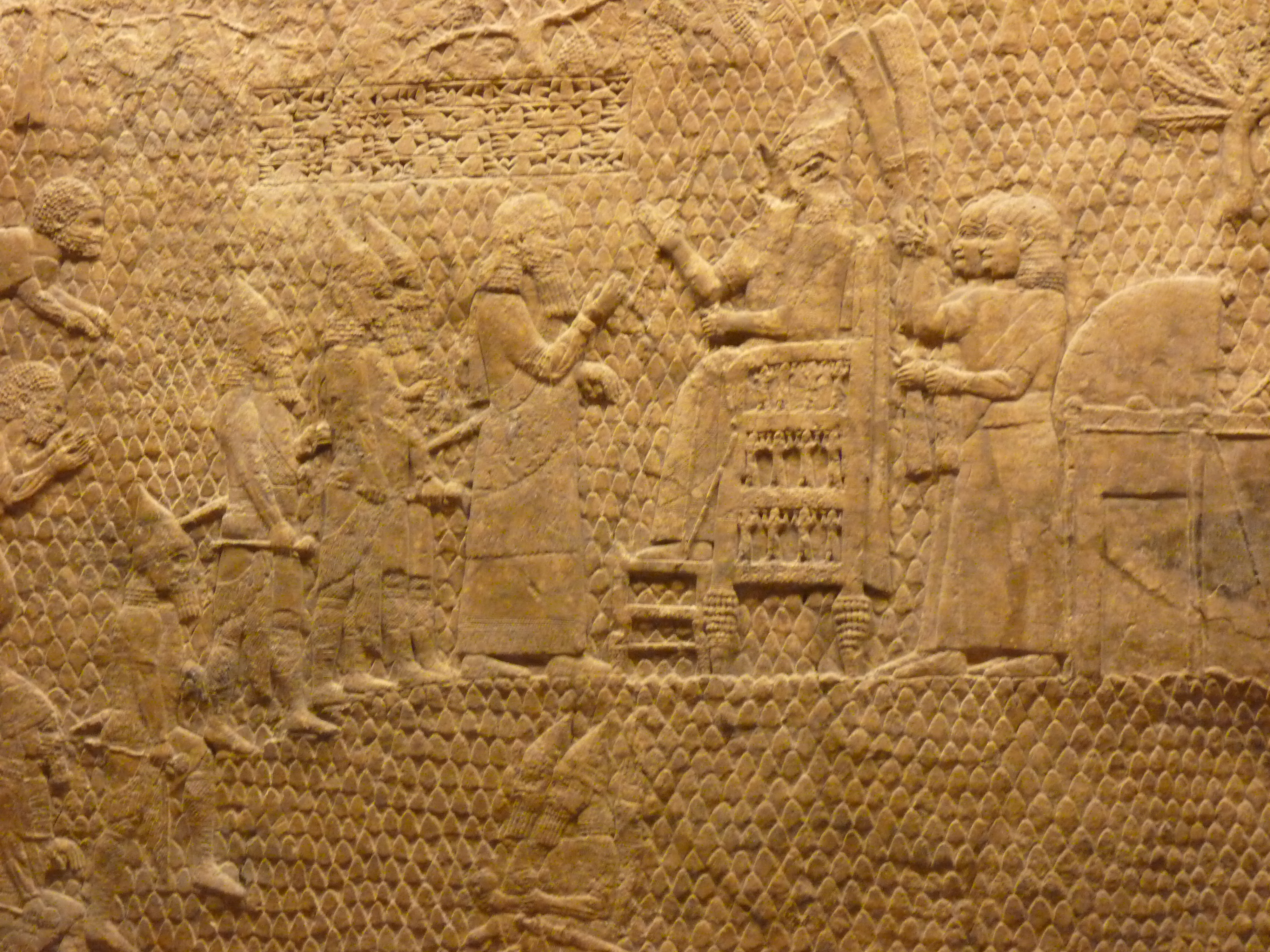
rys. 3 - Stela Sennacheriba - Lachisz

## Etymologia
Etymologia słowa kuttōnet jest prawdopodobnie związana z sumeryjskim gida, akkadyjskim kitu płótno lniane, kitinnû – ubranie, katami - ubranie płócienne lub wełniane.

## Kuttōnet w Biblii
Pojęcie kuttōnet występuje w Biblii 29 razy w 26 wersetach: Rdz 3,21; Rdz 37,3; Rdz 37,23; Rdz 37,31; Rdz 37,32; 37; 33; Wj 28,4; Wj 28,39; Wj 28,40; Wj 29,5; Wj 29,8; Wj 39,27; Wj 40,14; Kpł 8,7; Kpł 8,13; Kpł 10,5; Kpł 16,4; 2 Sm 13,18; 2 Sm 13,19; 2 Sm 15:32; Ezd 2,69; Ne 7,70; Ne 7,72; Hi 30,18; Pnp 5,3; Iz 22:21 W Rdz 3,21 czytamy, że Bóg uczynił pierwsze, bardzo proste ubranie noszone bezpośrednio na ciele «i uczynił dla mężczyzny i dla jego żony kotnót ze skóry» Słowo kuttōnet określa tu ubranie zarówno dla mężczyzny, jak i dla kobiety. Bardziej niepospolita była tunika Hioba (Hi 30,18) czy też tunika towarzysza króla Dawida, Huszaja Arkity (2Sm 15,32), którą trzymał rozdartą w swojej dłoni. Można jedynie przypuszczać, że były one wykonane z płótna lnianego lub wełny ponieważ o tych strojach nie wiadomo nic więcej. W Pnp 5,3 młoda dziewczyna, oczekując w sypialni na swego oblubieńca, mówi, że już zdjęła swój kuttōnet i umyła stopy. Jest to jasna sugestia, że jest ona teraz bez ubrania, co oznacza, że nosiła kuttōnet bezpośrednio na nagim ciele. Podobnie jak w Rdz 3,21 termin określa tu ubranie kobiece bez podania szczegółów dotyczących jego kroju. Obszerna grupa tekstów, w których możemy napotkać słowo kuttōnet, dotyczy ubioru kapłańskiego (Wj 40,14; Ezd 2,69; Ne 7,69.71), i to głównie Aarona i jego synów. Według Wj 29,5.8 kuttōnet używany przez nich był ubraniem noszonym pod spód (podobnie Kpł 8,7.13), dotykającym bezpośrednio do ciała. Ponieważ należał on do «świętych szat» kapłanów (Wj 28,2), których zadaniem było służyć Jahwe w Namiocie Spotkania (Wj 28,43), dlatego też ten rodzaj tuniki był wykonany z «delikatnego płótna tkackiej roboty» (Wj 39,27; por. 28,39). W Kpł 16,4 czytamy o nim jako o «świętej tunice z białego płótna», ketōnet bad qōdeš, dla kapłanów. Z kolei w Wj 28,4 znajduje się wyrażenie ketōnet tašbēş, co na ogół tłumaczy się jako tunika zdobiona haftem ornamentowym albo też tunika różnokolorowa, dwuwątkowa, pokrywana ornamentem. Dodatkowe informacje podaje Wj 39,1-3, według której wszystkie szaty kapłańskie były wykonane z materiału niebieskiego lub fioletowego, purpurowego i szkarłatnego, z dodatkiem złotych nici. Dowodzi to, iż kuttōnet kapłański był szczególnym rodzajem ubrania właściwego jedynie wąskiej, egalitarnej grupie ludzi. Noszono go pod szatą wierzchnią, a wykonany był z najlepszych i najdroższych materiałów. Jednakże teksty nic nie wspominają o kształcie owej tuniki. Nosił ją również Józef egipski, pasiastą i przypominającą fartuch (Rdz 37,3). Również pasiasty był długi kuttōnet, który Tamar rozdarła w upokorzeniu i bólu (2 Sam 13,18). kuttōnet Jezusa został wylosowany przez żołnierzy, ponieważ był utkany w jednym kawałku bez szwów (J 19,18), co wskazuje, że był bardzo cenny. Jezus ubierał się jak Żyd, więc jego kuttōnet był zaopatrzony we frędzle, zgodnie z poleceniem Boga wyrażonym w Torze (Lb 15,38-41). Tradycja NT sugeruje z kolei, że niektóre szczególnie piękne tuniki były długie i przepasywane złotym pasem (por. Ap 1,13). Według tradycji Janowej Piotr nosił tunikę typową dla wieśniaków tego okresu (J 21,7). Możemy znaleźć nieco podobieństw w wyobrażeniach ściennych przedstawiających wieśniaków z I w. p.n.e), którzy nosili tuniki okrywające jedno ramię, podczas gdy drugie pozostawało odsłonięte. Używali oni krótkich tunik bez rękawów, aby ich długość nie przeszkadzała im podczas pracy.

## Kuttōnet w źródłach pozabiblijnych
Z obserwacji Józefa (Ant. 3:7,4) w odniesieniu do Meeir możemy prawdopodobnie wywnioskować, że zwykły kuttōnet lub tunika była wykonana z dwóch części, które były zszyte razem po bokach. W tym przypadku bezszwowa koszula (χίτον ἄῤῥαφος) noszona przez Jezusa (J 19,23) była albo pojedyncza, albo, co jest bardziej prawdopodobne, była górną tuniką lub Meeir. Prymitywny kuttōnet był bez rękawów i sięgał tylko do kolan, podobnie jak dorycki χίτεν; mógł być również, podobnie jak ten ostatni, częściowo otwarty z jednej strony, tak że osoba w szybkim ruchu była odsłonięta (2Sa 6,20).
„Najwyższy kapłan jest rzeczywiście przyozdobiony tymi samymi szatami, które opisaliśmy, nie pomniejszając ani jednej; tylko na to nakłada szatę koloru niebieskiego. Jest to również długa szata, sięgająca do stóp [w naszym języku nazywana jest Meeir], przewiązana pasem, haftowana tymi samymi kolorami i kwiatami, co poprzednia, z domieszką złota. Na dole tej szaty zawieszone są frędzle w kolorze granatów, ze złotymi dzwoneczkami w ciekawy i piękny sposób; tak, że między dwoma dzwonkami wisi granat, a między dwoma granatami dzwonek. Teraz ta szata nie składała się z dwóch części, ani nie była zszyta razem na ramionach i po bokach, ale była to jedna długa szata tak utkana, że miała otwór na szyję; nie ukośny, ale rozdzielony wzdłuż piersi i pleców. Doszyto do niej również obwódkę, aby otwór nie wyglądał zbyt nieprzyzwoicie; był również przedzielony w miejscu, w którym miały wychodzić ręce."
W Egipcie historyczni «poprzednicy» tuniki pojawiają się już w XIX w. p.n.e., jak na to wskazuje egipski grobowiec Beni-Hasana, przedstawiający Semitów współczesnych biblijnym patriarchom (rys.1). Mężczyźni nosili zdobione jednoramienne tuniki sięgające tuż za kolana. Także kobiety miały podobne ubrania «przerzucone przez prawe ramię i podciągnięte wyżej wokół szyi niż ubranie męskie. Były dłuższe niż te, noszone przez mężczyzn, i bardziej różnorodne kolorystycznie». Również król Jehu, przedstawiony na kamiennym obelisku jako leżący u stóp Salmanassara III, wydaje się mieć na sobie taką tunikę z krótkim rękawem, sięgającą aż po kostki, przepasaną w biodrach i mającą frędzle czy też szeroką lamówkę u spodu («Czarny Obelisk» Salmanassara rys. 2). Z kolei Stela Sennacheriba (rys. 3) ukazuje kilkunastu przywódców judejskich względnie obrońców Lachisz ubranych w luźne, nieprzepasane tuniki z rękawami, żebrzących przed królem o darowanie im życia.